# Amadokos I
Amadokos I lub Medokos (gr.: Αμάδοκος, Amádokos; Μέδοκος, Médokos) (zm. ok. 390 p.n.e.) – król trackich Odrysów od ok. 410 p.n.e. Prawdopodobnie syn Seutesa I, króla Odrysów.
Za jego panowania doszło do walk z Tryballami, którzy zaatakowali jego kraj. Amadokos I utracił wiele ziem ze swojego terytorium. Na początku jego rządów, ok. 405 r., doszło do rozpadu królestwa. Amadokos I zdołał utrzymał ziemie na północ, tzw. „Górne królestwo”. Seutes II, władca południowo-wschodnich ziem Tracji, zdobył jego ziemie wzdłuż południowego wybrzeża Morza Egejskiego, stając się królem tzw. „Dolnego królestwa”. Amadokos I zmarł prawdopodobnie śmiercią naturalną ok. 390 r. Zostawił syna Amadokosa II, króla w centrum Tracji w latach 359-351 p.n.e.